# مفطورات
المفطورات (الاسم العلمي: Mycoplasmataceae) هي فصيلة من البكتيريا تتبع رتبة المفطوريات من طائفة الرخصيات.

## التصنيف
- المفطورة